# Áp thấp nhiệt đới
Áp thấp nhiệt đới (tiếng Anh: tropical depression) là tên gọi 1 hiện tượng thời tiết phức hợp diễn ra trên diện rộng trên biển hoặc đất liền khi có hiện tượng gió xoáy tập trung quanh 1 vùng áp thấp nhưng chưa đủ mạnh để gọi là bão nhiệt đới.

## Điều kiện hình thành
Để một áp thấp hình thành phải có đủ các điều kiện thuận lợi của bề mặt khí quyển như khí áp, nhiệt độ, gió,... Bởi vậy, những vùng có khí hậu nóng của vùng nhiệt đới, trên đại dương hoặc trên biển nhiệt đới thường xuất hiện áp thấp nhiệt đới.
Khi một vùng không khí nóng hơn các vùng xung quanh, khí áp sẽ giảm đi, điều này sẽ hút gió từ các phía có khí áp cao hơn về và có xu hướng thăng động (bốc lên cao). Gió là không khí chuyển từ áp cao đến áp thấp, nhưng do ảnh hưởng của lực Coriolis (lực lệch hướng do Trái Đất tự quay) nên hướng gió hút vào tâm áp thấp sẽ bị lệch hướng tạo thành hình thế gió xoáy. Ở Bắc Bán cầu, hướng gió sẽ lệch về bên phải hướng chuyển động nên hình thành xoáy nghịch nhiệt đới. Ở Nam Bán cầu, lực Coriolis làm hướng gió lệch về bên trái so với hướng chuyển động, nên hình thành xoáy thuận nhiệt đới.
Điều này cũng diễn ra tương tự như các áp thấp ôn đới cũng có hướng gió xoáy ngược chiều nhau ở 2 bán cầu, hình thành do sự nhiễu động của các front (mạc giáp khí, diện khí) ở các vùng khí hậu ôn đới.

## Sự khác nhau giữa áp thấp nhiệt đới và bão nhiệt đới
Khi áp thấp nhiệt đới đủ mạnh vì liên tục phát triển đủ năng lượng để thu hút gió và hơi nước mạnh lên sẽ hình thành bão nhiệt đới. Bão nhiệt đới là danh từ được dịch từ tiếng Anh "tropical storm". Sự khác biệt giữa áp thấp nhiệt đới và bão nhiệt đới được phân biệt theo cấp gió. Theo sự phân chia cấp gió của đô đốc hải quân người Ireland Francis Beautfort, thì gió được chia thành 13 cấp từ 0–12. Khi gió xoáy mạnh từ cấp 6–7 được gọi là áp thấp nhiệt đới. Ngày nay, đôi khi cấp gió bão được miêu tả như là cấp trong thang Beaufort từ 12–16, có liên quan gần đúng với cấp tốc độ tương ứng của thang bão Saffir–Simpson, trong đó các trận bão thực sự được đo đạc, trong đó cấp 1 của thang bão Saffir–Simpson tương đương với cấp 12 trong thang Beaufort. Tuy nhiên, các cấp mở rộng trong thang sức gió Beaufort trên cấp 13 không trùng khớp với thang bão Saffir–Simpson.
Theo định nghĩa quốc tế, bão nhiệt đới phải có gió mạnh > 64 km/h (hay 35 nút), tức là hơn cấp 8. Nếu gió yếu hơn 63 km/h, gọi là áp thấp nhiệt đới. Nếu gíó mạnh > 118 km/h (cấp 12, 64 nút), bão được gọi là bão lớn với cuồng phong (typhoon). Ngoài ra còn có bão rất to hay siêu bão (super typhoon, intense hurricane, super cyclonic storm, intense tropical cyclone) với gió mạnh > 240 km/h (hay > 130 nút), tức cấp 4, cấp 5 trong thang bão Saffir–Simpson hoặc cấp 15–cấp 17 (Thang bão Beaufort) trở lên. Danh từ "typhoon" được dùng trong vùng biển Đông và Tây Bắc Thái Bình Dương; "hurricane" trong vùng Đại Tây Dương và Đông Bắc Thái Bình Dương; và "tropical cyclone" trong vùng Ấn Độ Dương và Tây Nam Thái Bình Dương.

## Áp thấp nhiệt đới ở các quốc gia
Khi chưa hình thành bão, nếu tốc độ của gió < 63 km/h thì được gọi là áp thấp nhiệt đới. Mỗi khi có bão với gió mạnh > 63 km/h thì bão được đặt tên bởi Cục Khí tượng Nhật Bản ở Tokyo. Kể từ năm 2000, tên bão được lấy từ danh sách dưới đây:
| Tên quốc gia                         | I         | II        | III       | IV       | V        |
| ------------------------------------ | --------- | --------- | --------- | -------- | -------- |
|                                      | Tên bão   | Tên bão   | Tên bão   | Tên bão  | Tên bão  |
| Campuchia                            | Damrey    | Kong-rey  | Nakri     | Krovanh  | Sarika   |
| Trung Quốc                           | Longwang  | Yutu      | Fengshen  | Dujuan   | Haima    |
| Cộng hòa Dân chủ Nhân dân Triều Tiên | Kirogi    | Toraji    | Kalmaegi  | Maemi    | Meari    |
| Hồng Kông                            | Kai-tak   | Man-yi    | Fung-wong | Choi-wan | Ma-on    |
| Nhật Bản                             | Tembin    | Usagi     | Kammuri   | Koppu    | Tokage   |
| Lào                                  | Bolaven   | Pabuk     | Phanfone  | Ketsana  | Nock-ten |
| Ma Cao                               | Chanchu   | Wutip     | Vongfong  | Parma    | Muifa    |
| Malaysia                             | Jelawat   | Sepat     | Rusa      | Melor    | Merbok   |
| Micronesia                           | Ewiniar   | Fitow     | Sinlaku   | Nepartak | Nanmadol |
| Philippines                          | Bilis     | Danas     | Hagupit   | Lupit    | Talas    |
| Hàn Quốc                             | Kaemi     | Nari      | Changmi   | Sudal    | Sudal    |
| Thái Lan                             | Prapiroon | Vipa      | Mekkhala  | Nida     | Kulap    |
| Hoa Kỳ                               | Maria     | Francisco | Higos     | Omais    | Roke     |
| Việt Nam                             | Hoamai    | Lekima    | Bavi      | Conson   | Sonca    |
| Campuchia                            | Bopha     | Krosa     | Maysak    | Chanthu  | Nesat    |
| Trung Quốc                           | Wukong    | Haiyan    | Haishen   | Dianmu   | Haitang  |
| CHDCND Triều Tiên                    | Sonamu    | Podul     | Pongsona  | Mindulle | Nalgae   |
| Hồng Kông                            | Shanshan  | Lingling  | Yanyan    | Tingting | Banyan   |
| Nhật Bản                             | Yagi      | Kajiki    | Kujira    | Kompasu  | Washi    |
| Lào                                  | Xangsane  | Faxai     | Chan-hom  | Namtheun | Matsa    |
| Ma Cao                               | Bebinca   | Vamei     | Linfa     | Malou    | Sanvu    |
| Malaysia                             | Rumbia    | Tapah     | Nangka    | Meranti  | Mawar    |
| Micronesia                           | Soulik    | Mitag     | Soudelor  | Rananim  | Guchol   |
| Philippines                          | Cimaron   | Hagibis   | Imbudo    | Malakas  | Talim    |
| Hàn Quốc                             | Chebi     | Noguri    | Koni      | Megi     | Nabi     |
| Thái Lan                             | Durian    | Rammasun  | Morakot   | Chaba    | Khanun   |
| Hoa Kỳ                               | Utor      | Matmo     | Etau      | Aere     | Vicente  |
| Việt Nam                             | Trami     | Halong    | Vamco     | Songda   | Saola    |

## Tác hại của áp thấp nhiệt đới
Tác hại của áp thấp nhiệt đới là tác hại do gió giật mạnh ở gần tâm áp thấp kèm theo mưa lớn, tập trung gây lũ lụt cho các nơi mà áp thấp đi qua. Do tốc độ gió còn chưa mạnh nên thông thường tác hại của áp thấp nhiệt đới thường là do hậu quả mưa lớn gây ra lũ lụt khi áp thấp đổ bộ vào bờ biển. Đối với thuyền đánh cá của ngư dân, đa số là tàu nhỏ thì ảnh hưởng của áp thấp nhiệt đới là rất đáng kể. Nên các tàu đi biển đều cần phải trang bị các phương tiện thông tin liên lạc để theo dõi dự báo thời tiết và phải có các phương tiện cứu hộ.

## Xemthêm
- Thang sức gió Beaufort
- Thang bão Saffir–Simpson
- Hiệu ứng Coriolis